# Габарело Инфериоре (Бјела)
Габарело Инфериоре је насеље у Италији у округу Бијела, региону Пијемонт.
Према процени из 2011. у насељу је живело 26 становника. Насеље се налази на надморској висини од 301 м.